# Wally Lopez
Ángel David López Álvarez (San Blas, Madrid, 6 de abril de 1976), más conocido como Wally López, es un DJ y productor español de música house, (produce principalmente tech house, una fusión entre el house y el minimal techno). Y primo de Jesús Uriarte, mítico lateral izquierdo suplente del San Federico,

## Biografía
Comienza su carrera como Deejay y también como conductor radial a la temprana edad de trece años. En el año 95 presenta un programa de radio en la Cadena Top Radio en Écija en su fórmula local "La Ruta del Top" y compagina su labor de presentador con la de Dj en Jockerqueen de Córdoba.
Después de pasar por emisoras como Loca FM o Flaix FM, Wally comienza a presentar su propio radioshow, La Factoría, en Máxima FM, todos los viernes, y es emitido en inglés también en emisoras de Bélgica, Francia, Italia y Rusia. Es considerado como uno de los pioneros de la música house en España y con una gran inquietud musical inicia su carrera como productor. En el año 2000 lanza el sello Weekend Records, remezclando a artistas como Tiësto, Marco V, Valentino Kanzyani, Dirty Vegas, Bob Sinclar, Robbie Rivera, Armand Van Helden o David Guetta, propiciándole a este último su primer éxito mundial; “Just a Little More Love” como demuestra el Ibiza DJ Award que recibió en 2004 por ese remix. Como así también, remezcló para varios artistas españoles de pop como Mónica Naranjo, Miguel Bosé, Guaraná, y La Oreja de Van Gogh. Muchos de sus lanzamientos son publicados con éxito en sellos de renombre como Defected, Underwater, Yoshitoshi o Subliminal. En ese año produce además el que será su primer gran éxito, Amman, al que siguen Patricia Never Leaves the House, (fue premiado al mejor disco house del año 2001) y Disco Night.
Después de trabajar para multitud de sellos y artistas, decide crear, en el año 2001, la discográfica La Factoría Discos (actualmente TheFactoría) o un subsello de carácter más underground llamado Fórmula Records entre otros, todos ellos forman parte de Factomanía Group, empresa que Wally dirige y que cuenta con áreas tan diversas cómo una agencia de management o la tienda de ropa Tremenda Shop en Madrid. Ha sido capaz de convertir sus gafas en una moda a nivel mundial y en icono personal a través del patrocinio de Oakley Frogskin. Convirtió una botella de la marca de vodka Absolut en un tema "My Absolut track". Le tocó musicalizar dos veranos seguidos para el famoso evento “I’m Vueling To Ibiza”, realizado en un avión, también se convirtió en la imagen exclusiva de Pioneer a través de toda América Latina. TheFactoría cuenta en la actualidad con más de treinta referencias de gran repercusión internacional como Love Time, Strike Me Down, o los recientes Noche Sin Luna, Planet Earth, Burning Inside, Close To Me.
Como DJ, Wally ha recorrido los cinco continentes, tocando en los mejores clubes del planeta. Ha tenido residencias en Pachá Ibiza, The End (Londres), Discotèque (Barcelona), Red Light (París), Pachá (Barcelona), Ministry of Sound (Londres) y The Mix (París) y actuaciones en festivales cómo Creamfields Liverpool (en el décimo aniversario), Creamfields Buenos Aires en 2007, Global Gathering, Exit Festival, Weekend Dance, Rock in Rio, Monegros Desert Festival o Creamfields Andalucía, hasta llegar finalmente a su actual residencia veraniega en el que muchos consideran el mejor club del mundo, Space Ibiza, en las fiestas Be@Space.
Recibió grandes reconocimientos como obtener el "Best Internacional Newcommer" de los Ibiza DJ Award 2002 (que anteriormente lo lograron Steve Lawler y Hernan Cattáneo), nominado al mejor disco del año 2002 por Disco Night (Weekend Records) además de ser elegido como Mejor DJ House por las revistas Deejay y DJ1. También Wally cuenta en el honor de haber sido el primer deejay español en haber sido invitado a actuar en un concierto de Madonna en 2008 en la ciudad de Sevilla y realizar dos "Essential Mix" en la BBC Radio 1. Todo ello lo ha posicionado, en los últimos cuatro años, como el único DJ español dentro del prestigioso Top 100 de la revista británica DJmag alcanzando la posición número 62 en 2009, su ubicación más alta desde que se realiza esta encuesta.
Wally López colabora en otros proyectos, como Movida Corona, una iniciativa que apoya a los DJs emergentes o con Dance4life en la lucha contra el sida, prestando su imagen y apoyo total a la causa, en uno de los proyectos que personalmente considera más importantes y útiles.
En agosto de 2013, lanzó por el sello Parlophone, su primer material en estudio titulado Follow Me!, en el que incluye la colaboración de artistas como Sonique, Ricki-Lee Coulter, Ron Carroll y Sister Bliss de Faithless.
Además interviene en 3 episodios de la exitosa serie La que se avecina durante 2014 a 2016

## Discografía

### Álbumes
- Follow Me! (2013)

### Sencillos y EP
- 1995: "Child Game"

- 1996: "Wally's Groove"
- 1996: "Winzifu?"

- 1997: "Jeffrie Thomas"

- 2000: "Amman"
- 2000: "Triax 250"
- 2000: "Scuba Diver"
- 2001: "Amman E.P."
  - Amman Retouched Dub
  - Sharks
  - Helicopter
- 2001: "Disco Night"

- 2002: "Alone In The Dark"
- 2002: "No More (We're Fucked)"

- 2003: "Factorizando" (Fafa Monteco Presents Wally López)
- 2003: "Voilá"

- 2003: "I'm Coming To London"
- 2003: "The Vibe"
- 2003: "Tribute To Acid House"
- 2003: "San Blasdisco"
- 2003: "Nixon Tells The Truth" (con César Del Río)
  - Nixon Tells The Truth
  - Drah

- 2004: "Absolut Wally López"
- 2004: "Le Mans EP" (con César Del Río)
- 2004: "Going Insane " (con David Ferrero)

- 2005: "Ça C'est Paris" (con David Ferrero)
- 2005: "Love Time"
- 2005: "Do You Wanna Dance With Me?"

- 2006: "Shake It Like"
- 2006: "Don't You"
- 2006: "Seven Days And One Week 2006 / Last Odissey"
- 2006: "Strike Me Down" (con René Amesz & Peter Gerdelblom)
- 2006: "Dark Sweet Piano 2006"
- 2006: "On The Dancefloor / Made In Spain"
- 2006: "Outside / Strings Action"

- 2008: "Burning Inside" (con Hadley & Dani-Vi)
- 2008: "Go Ahead!"
- 2008: "Hijinx"
- 2008: "Wideband EP"

- 2009: "Planet Earth"
- 2009: "Planetaria" (con Zoo Brazil)
- 2009: "Close To Me"

- 2010: "Noche Sin Luna" (feat Hugo)
- 2010: "Seven Days And One Week 2010"
- 2010: "LoL / Incredible Experience"
- 2010: "Dig It"
- 2010: "Rocking Year"
- 2010: "Save Love" (con Ismael Rivas)
- 2010: "Iuvenis"

- 2011: "Yeah"
- 2011: "Shamba" (con Richard Dinsdale)
- 2011: "American People"
- 2011: "Welcome Home"
- 2011: "Serenade" (con Audio Junkies)
- 2011: "Power To You"
- 2001: "Running Out E.P."
  - Running Out
  - In Mood
  - The Right Stuff
- 2011: "Esa Boca Linda" (con MYNC)
- 2011: "What Are You Doing"
- 2011: "No Ode"
- 2011: "No Pare La Música" (con MYNC & Laura Woods)
- 2011: "House of Mine"
- 2011: "Malditos Meteoritos" (con Tocadisco)
- 2011: "Coolest"

- 2012: "Arent You" (con Ismael Rivas)
- 2012: "Drums Revenge"
- 2012: "Fierce / Switch" (con Richard Dinsdale)
- 2012: "Keep Running the Melody" (con Kreesha Turner)
- 2012: "You Can't Stop the Beat" (con Jamie Scott)

- 2013: "Dalt Vila" (con Laura White & Sister Bliss)
- 2013: "Now is the time" (con Jasmine V)

- 2014: Wild Out Anthem

### Remixes
1997:
- Chillouters – "Cool Sensation"

2002:
- Colours – "Another One"
- The Ananda Project – "Cascades Of Colour"
- James Douglas – "Out Of Your Mind"
- Kolaborators – "Music All Around"
- Naymi – "Friday Night Forever"
- 68 Beats – "Free Your Mind"
- ATFC – "Erotik" (Wally & Kucho Remix)
- Dark Suite – "Dark Sweet Piano"
- Mónica Naranjo – "No Voy A Llorar" / "Ain't It Better Like This"
- Information Society – "Running"
- DJ Dero – "Tuk Tak" (Dr Kucho & Wally López Remix)
- Miguel Bosé – "Sereno"
- Indart, Trotz & Rando – "Virus"
- Dimas & Martínez - "The Flame"
- La Fabrique Du Son – "Fight To Be Free"

2003:
- Electroglide – "What You Need"
- DJ Reche – "KWM"
- Dirty Vegas – "I Should Know"
- David Guetta feat. Chris Willis – “Just a Little More Love”
- Andrea Doria - "Bucci Bag"
- Aloud – "Rocky XIII"
- SSL – "Follow Me"
- La Oreja de Van Gogh – "Bonustrack"
- Xperimental Shop – "Going Back To My Roots"
- Santacana – "El Apóstol"
- Gloria G – "Baila En El Sol"
- A J Scent – "The Charleston"
- Valentino – "Flying"
- Waiting For The Writer – "My Generation"
- Sergio Serrano – "Give Me Your Guchi"
- Bini & Martini – "Say Yes"
- Carlos Manaça, Chus & Ceballos – "Strong Rhythm"

2004:
- Holly James – "Touch It"
- Paul Jackson & Steve Smith – "The Push (Far From Here)"
- Didier Sinclair & DJ Chris Pi – "Groove 2 Me"
- Enigma – "Boum-Boum"
- ShinyGrey - "Why"
- Alex Cartañá – "Hey Papi"
- Dark Globe Feat. Amanda Ghost - "Break My World"
- The Drumbums – "Circus Parade"
- Dark Suite feat. Aura – "I Believe In Bacardi"
- David Guetta feat. Chris Willis & Moné – “Money”
- Tiësto Feat. Kirsty Hawkshaw – "Just Be"
- Ferry B Feat. Laya B – "You Need A Dream"
- Dark Globe – "Break My World"
- Sergio Serrano – "World Day"
- Robbie Rivera – "Which Way You're Going"

2005:
- Marco V – "Second Bite"
- Lovesky – "Runaway"
- Coca + Villa – "Amanece"
- Adon Oliver - "Bullet"
- Hipnotik – “El Patio De "Los Dolores"”

2006:
- Âme – "Rej"
- David Amo & Julio Navas Pres. Paco Maroto – "Electronic Electro"
- Soul Seekerz Feat. Kate Smith – "Party For The Weekend"
- Bob Sinclar – "World, Hold On (Children of the Sky)"
- Bit Crushers – "Love Takes So Long"
- Ismael Rivas & Iván Pica – "X Channel"

2007:
- The Factory – "Couldn't Love You More"
- Marta Sánchez – "Superstar"
- Paolo Mojo – "JMJ"
- Claude VonStroke – "Who's Afraid Of Detroit"
- Steve Angello & Sebastian Ingrosso – "Click"

2008:
- Mark Knight & Funkagenda – "Shogun"
- Patric La Funk – "Malus"
- Moguai – "Kick Out The Jams"
- Sharam Jey – "Shake Your"
- Ash Turner – "Eclipsed"
- Greg Cerrone – "The Block"
- Toni Varga – "Fuck It"
- Steve Nocerino, Glovibes, Leonardo Abbate – "Cod Liver Oil"
- Robbie Rivera feat. Lizzie Curious – "Star Quality"

2009:
- Cosmic Gate Feat. Kyler England – "Flatline"
- Denis A – "Tsunami"
- David Jiménez – "Barca"
- Mad8 & Shawn Christopher – "Just Another Sleepless Night"
- Dark Suite feat. Aura - "I Believe In Angels"

2010:
- Miguel Bosé - "El Perro"
- Dave Martins & Kenny Ground – "Road To Madrid"
- Siwell – "Let's Funky"
- Ismael Rivas – "Time Is Over"
- E.M. – "Muchacha De Mar"
- Varios Artistas – "Ay Haití "
- Nick & Danny Chatelain – "Fast"
- Rhythm Masters, MYNC feat. Wynter Gordon – "I Feel Love"
- Samantha James – "Illusions"
- Mihalis Safras – "La Samba Di Chicos"

2011:
- Chris Maiberger – "Solid State"
- ATFC – "It's Over"
- Mendo & SM (Soulrack, Mikel_E) – "I Like It"
- Nicole Moudaber - "I Got Cash"

2012:
- Wally López feat. Hadley – Burning Inside (Wally López 2012 Rework)
- Cevin Fisher – Down In My Soul
- Joy Kitikonti – "Zonzelle"

2013:
- Wally López feat. Jamie Scott – You Can´t Stop The Beat (Wally López Factomania Remix)